# Melanoplus sumichrasti
Melanoplus sumichrasti är en insektsart som först beskrevs av Henri Saussure 1861.  Melanoplus sumichrasti ingår i släktet Melanoplus och familjen gräshoppor.

## Underarter
Arten delas in i följande underarter:
- M. s. sumichrasti
- M. s. vicinulus